# Kotoganda
Kotoganda est une localité du nord-est de la Côte d'Ivoire et appartenant au département de Tanda, région du Zanzan. La localité de Kotoganda est un chef-lieu de commune.